# Parafia Chrystusa Króla w Dolicach
Parafia pod wezwaniem Chrystusa Króla w Dolicach – parafia rzymskokatolicka należąca do dekanatu Choszczno, archidiecezji szczecińsko-kamieńskiej, metropolii szczecińsko-kamieńskiej. Prowadzą ją księża diecezjalni. Siedziba parafii mieści się w Dolicach.

## Kościół parafialny
Kościół Chrystusa Króla w Dolicach

## Kościoły filialne i kaplice
- Kościół w Pomietowie[1]
- Kościół św. Andrzeja Boboli w Sądowie[1]
- Kaplica św. Józefa Robotnika w Ziemomyślu A[1]
- Kaplica w DPS[1]